# Stare Dolno
Stare Dolno (niem. Alt Dollstädt) – wieś w Polsce, położona w województwie warmińsko-mazurskim, w powiecie elbląskim, w gminie Markusy, na skraju Żuław Elbląskich i nad rzeką Dzierzgoń.

## Nazwa
12 listopada 1946 r. nadano miejscowości polską nazwę Stare Dolno.

## Historia
W latach 1975–1998 miejscowość należała administracyjnie do województwa elbląskiego.